# Істаравшан (футбольний клуб)
Футбольний клуб «Істаравшан» або просто «Істаравшан» (тадж. Клуби футболи «Истаравшан») — таджицький професіональний футбольний клуб з міста Істаравшан.

## Хронологія назв
- 1937-1980 – Спартак.
- 1981-1991 – Трикотажник.
- 1992-1999 – Істаравшан.
- 2003      – Істаравшан Уротеппа.
- 2004      – Уротеппа.
- 2009-2018 – Істаравшан.

## Історія
Клуб заснований в 1937 році під назвою «Спартак» (Ура-Тюбе), довгий час брав участь в регіональних змаганнях невисокого рівня. У 1979 році здобув перемогу в першості Ленінабадської області і отримав право грати в чемпіонаті Таджицької РСР серед колективів фізкультури.
У 1981-1984 роках, виступав під назвою «Трикотажник», чотири роки поспіль вигравав першість Таджицької РСР, а також в 1981 році став володарем Кубка республіки. Переможна серія завершилася в 1985 році, коли клуб покинув головний тренер Лев Гінзбург, а вісім провідних гравців перейшли в професійні клуби.
Після утворення незалежного чемпіонату Таджикистану в 1992 році, команда під назвою «Істаравшан» включена до вищої ліги. У 1992-1994 роках вона займала місця у верхній частині таблиці, а в 1995 році добилася найкращого результату у своїй історії - посіла друге місце в чемпіонаті. Нападник «Істаравшан» Зокір Бердикулов в цьому сезоні встановив бомбардирський рекорд Таджикистану - з 60 голів команди на його рахунку було 42. Однак після закінчення сезону «Істаравшан» тимчасово припинив участь у чемпіонаті.
У 1999 і 2003-2004 роках «Істаравшан» знову виступав у вищій лізі, але особливих успіхів не досягав. У 2004 році, виступаючи під назвою «Уротеппа», клуб вийшов у фінал Кубку Таджикистану.
З 2009 року відроджений «Істаравшан» брав участь у турнірі Согдійської зони першої ліги, в команду як граючі тренери повернулися ветерани Шухрат Шамсиєв і Зокір Бердикулов. У 2010 і 2011 роках «Істаравшан» ставав переможцем Согдійської зони Першої ліги. У 2012 році клуб знову включений в число учасників вищої ліги і провів в ній два сезони, після закінчення сезону 2013 року припинив існування через банкрутство. Місце «Істаравшана» в чемпіонаті Таджикистану було передано землякам з «Далерон-Уротеппа». Переговори з «Далерон» про об'єднання не увінчалися успіхом і з 2014 року «Істаравшан» припинив існування.
У 2017 році клуб знову повернувся у великий футбол та переміг у Согдійській зоні. У 2018 році істарівшанці виграли Першу лігу Таджикистану та повернулися до елітного дивізіону. З 2019 року клуб виступає у Вищій лізі.

## Досягнення
- Чемпіонат Таджицької РСР з футболу
  -  Чемпіон (4): 1981, 1982, 1983, 1984.

- Кубок Таджицької РСР з футболу
  -  Чемпіон (1): 1981.[3]

- Чемпіонат Таджикистану
  -  Срібний призер (1): 1995.

- Чемпіонат Согдійської зони Першої ліги чемпіонату Таджикистану з футболу
  -  Чемпіон (2): 2010, 2011.

- Кубок Таджикистану
  -  Фіналіст (1): 2004.

## Статистика виступів у національних турнірах
| Сезон | Ліга | Ліга  | Ліга | Ліга | Ліга | Ліга | Ліга | Ліга | Ліга | Кубок Таджикистану | Бомбардир      | Бомбардир | Тренер |
| Сезон | Див. | Міс.  | Іг.  | В    | Н    | П    | ЗМ   | ПМ   | О    | Кубок Таджикистану | Ім'я           | В лізі    | Тренер |
| ----- | ---- | ----- | ---- | ---- | ---- | ---- | ---- | ---- | ---- | ------------------ | -------------- | --------- | ------ |
| 1992  | 1-ша | 6-те  | 20   | 10   | 3    | 7    | 27   | 35   | 23   |                    |                |           |        |
| 1993  | 1-ша | 4-те  | 30   | 16   | 4    | 10   | 60   | 44   | 36   |                    |                |           |        |
| 1994  | 1-ша | 8-ме  | 30   | 11   | 8    | 11   | 50   | 46   | 30   |                    |                |           |        |
| 1995  | 1st  | 2-ге  | 28   | 18   | 3    | 7    | 60   | 29   | 57   | 1/16               |                |           |        |
| 1999  | 1-ша | 10-те | 22   | 3    | 3    | 16   | 11   | 42   | 12   |                    |                |           |        |
| 2003  | 1-ша | 7-ме  | 30   | 16   | 6    | 8    | 69   | 31   | 54   |                    |                |           |        |
| 2004  | 1-ша | 6-те  | 36   | 11   | 8    | 17   | 52   | 65   | 41   | Фіналіст           | Шухрат Самсиєв | 23        |        |
| 2012  | 1-ша | 9-те  | 24   | 8    | 4    | 12   | 33   | 44   | 28   | 1/8                |                |           |        |
| 2013  | 1-ша | 10-те | 18   | 2    | 2    | 14   | 13   | 42   | 8    |                    |                |           |        |

## Відомі тренери
- Лев Гінзбург (~1980-ті рр.)
- Хакімбой Азізбоєв (~1990-ті рр.)
- Асрор Шорарджбадов (~2000-ті рр.)
- Шухрат Шамсиєв (~2010 — червень 2013)[4]
- Зокір Бердикулов (червень-грудень 2013)